# Tumba de Ptahmes

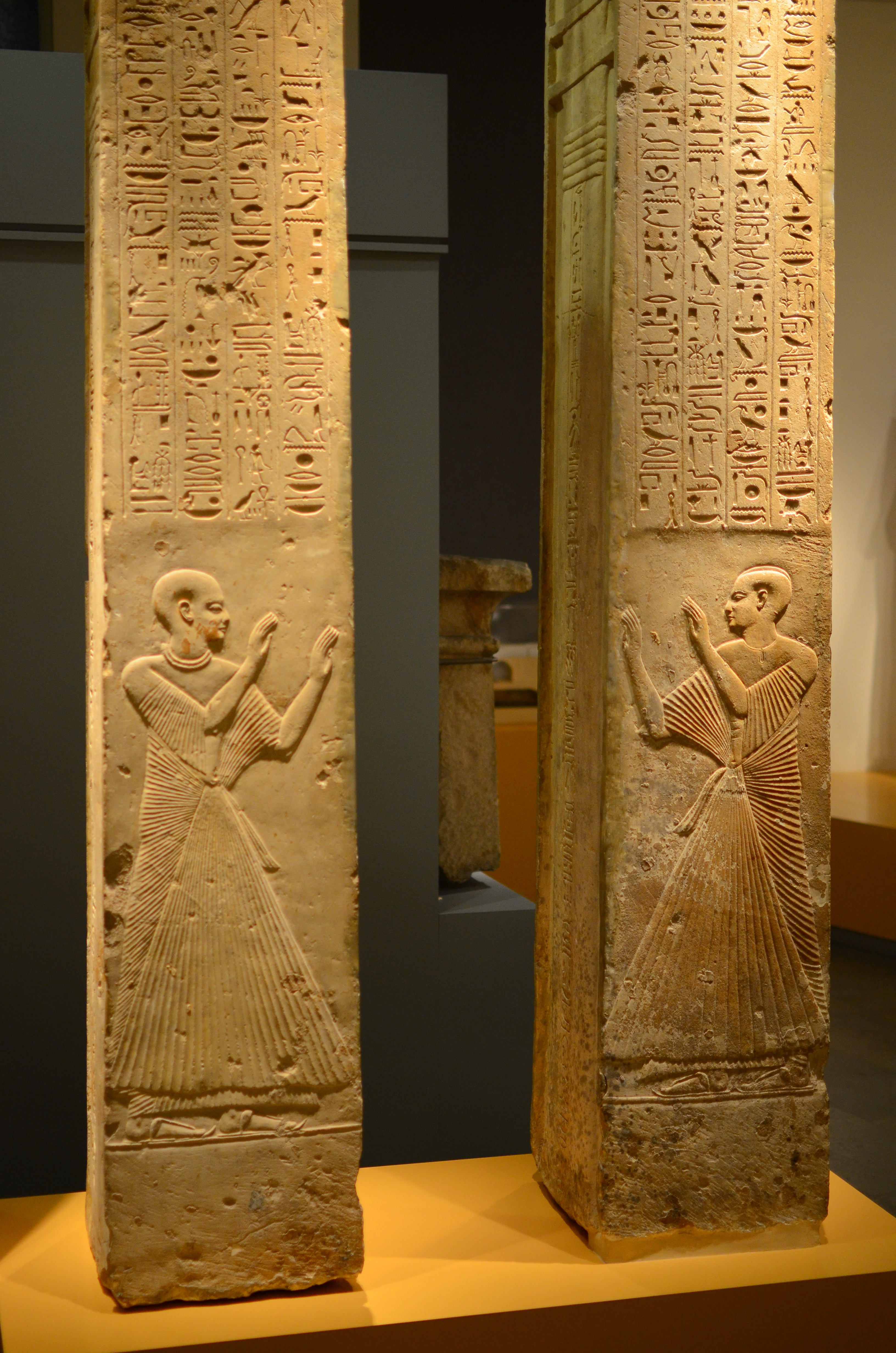
Dos de los cuatro pilares de la Tumba de Ptahmes en el Rijksmuseum van Oudheden en Leiden, Países Bajos.

La Tumba de Ptahmes es un sepulcro en la necrópolis de Saqqara, Egipto. Situada en un lateral de la pirámide de Unis, fue construida en el siglo XIII a. C., durante la XIX dinastía del Nuevo Reino de Egipto. La tumba perteneció a Ptahmes, un alto funcionario del faraón Seti I y su sucesor Ramsés II.

## Descubrimiento
La tumba fue descubierta por cazadores de tesoros en 1885. La mayoría de los objetos de la tumba acabaron en museos de los Países Bajos, Italia y Estados Unidos. Sin embargo, su ubicación no quedó registrada, por lo que se perdió el conocimiento de su posición cuando volvió a quedar cubierta con el tiempo por las arenas del desierto. Fue redescubierta en 2010 por arqueólogos de la Universidad de El Cairo. Descubrieron más artefactos, entre ellos varias estelas (lápidas), incluida una imagen inacabada del propio Ptahmes. Otra muestra a su familia ante la tríada tebana de Amón, Mut y Khonsu, tres deidades populares en la época. También se encontró una cabeza pintada de la hija o esposa de Ptahmes, junto con figurillas shabti, amuletos y vasijas de arcilla. Aún no se ha encontrado el sarcófago de Ptahmes y se sigue trabajando para hallar el pozo principal y la cámara funeraria de la tumba.En el yacimiento se encontraron varias tinajas rotas. En algunas de ellas, el material solidificado contenido fue analizado mediante técnicas proteómicas avanzadas por científicos de la Universidad de Catania (Italia) en colaboración con los arqueólogos de la Universidad de El Cairo. Los resultados mostraron que el contenido era probablemente un queso duro de origen bovino y ovino-caprino. En el momento de los análisis, se comprobó que era el queso sólido más antiguo jamás descubierto y analizado con protocolos científicos y técnicos modernos. Esto hace que el yacimiento sea notable en la historia de la evolución de la tecnología alimentaria. 

## Disposición
La tumba mide más de 70 metros de largo y cuenta con varias capillas. Durante el periodo cristiano de Egipto, algunos de sus pilares se reutilizaron para iglesias. Sus muros resultaron dañados cuando se accedió a ella en 1885

## Ptahmes
Los jeroglíficos de la tumba indican que Ptahmes ostentó varios títulos importantes durante el reinado de Seti I, entre ellos el de alcalde de la capital egipcia, Menfis, jefe del ejército, supervisor del tesoro y escriba real bajo Seti I. Bajo el hijo de Seti I, Ramsés II, fue ascendido al cargo de Sumo Sacerdote de Amón en Karnak. 